# ایستگاه متروی ریونتزکورت پارک
ایستگاه متروی ریونتزکورت پارک (انگلیسی: Ravenscourt Park tube station) یکی از ایستگاه‌های خط ناحیه متروی لندن است.
این ایستگاه که در منطقه همرسمیت و فولام لندن قرار دارد در سال ۱۸۶۹ میلادی تأسیس شده است.